# Siphonaria australis
Siphonaria australis es una especie de molusco gasterópodo de la familia Siphonariidae.

## Distribución geográfica
Se encuentra  en Nueva Zelanda.